# Waruroyom
Waruroyom is een bestuurslaag in het regentschap Cirebon van de provincie West-Java, Indonesië. Waruroyom telt 4167 inwoners (volkstelling 2010).